# Campeonato Catarinense de Futebol de 2012 - Divisão Especial
A Divisão Especial do Campeonato Catarinense de Futebol de 2012 foi a 26ª edição da Segundona do Catarinense, e conta com a participação de 10 equipes neste ano, sendo realizada entre os dias 1 de julho e 1 de novembro. O Guarani de Palhoça sagrou-se o campeão e o Juventus de Jaraguá o vice, conquistando, os dois, as duas vagas para a Divisão Principal de 2013.

## Equipes Participantes
| Equipe           | Município      | Em 2011                | Estádio                            | Capacidade | Títulos |
| ---------------- | -------------- | ---------------------- | ---------------------------------- | ---------- | ------- |
| Atlético Tubarão | Tubarão        | 3º                     | Estádio Domingos Silveira Gonzales | 3.500      | ---     |
| Biguaçu          | Biguaçu        | 1º (Divisão de Acesso) | Acácio Zêunio da Silva             | 1.000      | ---     |
| Caxias           | Joinville      | 9º                     | Arena Joinville                    | 22.400     | 2002    |
| Concórdia        | Concórdia      | 9º (Principal)         | Domingos Machado de Lima           | 5.000      | 1991    |
| Guarani          | Palhoça        | 5º                     | Estádio Renato Silveira            | 5.000      | 2003    |
| Hercílio Luz     | Tubarão        | 4º                     | Aníbal Costa                       | 10.000     | ---     |
| Imbituba         | Imbituba       | 10º (Principal)        | Emília Mendes Rodrigues            | 5.000      | 2009    |
| Juventus         | Jaraguá do Sul | 7º                     | João Marcatto                      | 10.000     | ---     |
| Porto            | Porto União    | 6º                     | Municipal Antiocho Pereira         | 7.000      | ---     |
| XV de Indaial    | Indaial        | 8º                     | Gigante do Vale                    | 1.000      | ---     |

## Regulamento
Primeiro Turno
- Primeira fase: Os dez participantes jogam todos contra todos, em turno único. As 4 equipes que mais somarem pontos nessa etapa classificam-se para a segunda fase.
- Fase final: A semifinal e a final serão disputadas em partidas de ida e volta, com vantagem de empate para o clube de melhor campanha.

Segundo Turno
- Primeira fase: Os dez participantes jogam todos contra todos, em turno único. As 4 equipes que mais somarem pontos nessa etapa classificam-se para a segunda fase. A única diferença em relação ao Primeiro Turno é que o mando de campo será invertido.
- Fase final: A semifinal e a final serão disputadas em partidas de ida e volta, com vantagem de empate para o clube de melhor campanha. Se o campeão do Primeiro Turno conquistar o titulo, a segunda vaga para a grande final ficará com o segundo colocado na classificação geral (soma entre os dois turnos)

Critérios de desempate
Caso haja empate de pontos entre dois clubes, os critérios de desempates serão aplicados na seguinte ordem:
1. Número de vitórias
2. Saldo de gols
3. Gols marcados
4. Confronto direto
5. Número de cartoes vermelhos
6. Número de cartoes amarelos
7. Sorteio

Final
A final será disputada em duas partidas envolvendo os campeões do Primeiro Turno e do Segundo Turno (ou time de melhor índice técnico nas duas primeiras fases: turno e returno). O clube de melhor campanha teve direito a mando de campo no segundo jogo.
Critérios de desempate
1. Saldo de gols
2. Gols fora de casa (caso duas partidas não forem no mesmo estádio)
3. Desempenho na primeira fase

Rebaixamento
O último clube na classificação geral, será rebaixado para a Divisão de Acesso de 2013 (equivalente a terceira divisão de Santa Catarina).

## Turno
| 1 | Concórdia        | 21 | 9 | 6 | 3 | 0 | 18 | 7  | +11 | 77,8 |
| 2 | Guarani          | 18 | 9 | 5 | 3 | 1 | 14 | 6  | +8  | 66,7 |
| 3 | Juventus         | 16 | 9 | 4 | 4 | 1 | 16 | 6  | +10 | 59,3 |
| 4 | Atlético Tubarão | 13 | 9 | 3 | 4 | 2 | 13 | 7  | +6  | 48,1 |
| 5 | Biguaçu          | 11 | 9 | 3 | 2 | 4 | 10 | 15 | -5  | 40,7 |
| 6 | Imbituba         | 11 | 9 | 2 | 5 | 2 | 6  | 7  | -1  | 40,7 |
| 7 | XV de Indaial    | 10 | 9 | 2 | 4 | 3 | 10 | 10 | 0   | 37,0 |
| 8 | Hercílio Luz     | 9  | 9 | 2 | 3 | 4 | 7  | 13 | -6  | 33,3 |
| 9 | Caxias           | 6  | 9 | 1 | 3 | 5 | 5  | 16 | -11 | 22,2 |
| 10 | Porto            | 4  | 9 | 1 | 1 | 7 | 9  | 21 | -12 | 14,8 |
| PG - pontos ganhos; J - jogos; V - vitórias; E - empates; D - derrotas; GP - gols pró; GC - gols contra; SG - saldo de gols; AP - aproveitamento em porcentagem |                  |    |   |   |   |   |    |    |     |      |

|  |                            |
|  | Classificado à Fase final. |

### Fase final
|  | Semifinais          | Semifinais | Semifinais | Semifinais |   |                     | Final | Final | Final | Final |
|  |                     |            |            |            |   |                     |       |       |       |       |
|  | Guarani de Palhoça  | 0          | 3          | 3          |   |                     |       |       |       |       |
|  | Juventus de Jaraguá | 0          | 2          | 2          |   |                     |       |       |       |       |
|  | Juventus de Jaraguá | 0          | 2          | 2          |   | Guarani de Palhoça* | 1     | 1     | 2     |       |
|  |                     |            |            |            |   | Guarani de Palhoça* | 1     | 1     | 2     |       |
|  |                     | Tubarão    | 2          | 0          | 2 |                     |       |       |       |       |
|  | Concórdia           | Tubarão    | 2          | 0          | 2 | 1                   | 2     | 3     |       |       |
|  | Concórdia           |            |            |            |   | 1                   | 2     | 3     |       |       |
|  | Tubarão             | 2          | 2          | 4          |   |                     |       |       |       |       |

Em negrito os times vencedores de cada fase.
*Vencedor do confronto por ter melhor campanha.

## Returno
| 1 | Juventus         | 19 | 9 | 6 | 1 | 2 | 27 | 8  | +19 | 70,4 |
| 2 | Guarani          | 16 | 9 | 5 | 1 | 3 | 16 | 12 | +4  | 59,3 |
| 3 | Imbituba         | 15 | 9 | 4 | 3 | 2 | 12 | 7  | +5  | 55,6 |
| 4 | Atlético Tubarão | 15 | 9 | 4 | 3 | 2 | 14 | 16 | -2  | 55,6 |
| 5 | Hercílio Luz     | 12 | 9 | 3 | 3 | 3 | 12 | 12 | 0   | 44,4 |
| 6 | Biguaçu          | 12 | 9 | 3 | 3 | 3 | 14 | 19 | -5  | 44,4 |
| 7 | Porto            | 10 | 9 | 3 | 1 | 5 | 7  | 11 | -4  | 37,0 |
| 8 | XV de Indaial    | 10 | 9 | 3 | 1 | 5 | 9  | 15 | -6  | 37,0 |
| 8 | Concórdia        | 10 | 9 | 2 | 4 | 3 | 10 | 11 | -1  | 37,0 |
| 10 | Caxias           | 4  | 9 | 0 | 4 | 5 | 8  | 18 | -10 | 14,8 |
| PG - pontos ganhos; J - jogos; V - vitórias; E - empates; D - derrotas; GP - gols pró; GC - gols contra; SG - saldo de gols; AP - aproveitamento em porcentagem |                  |    |   |   |   |   |    |    |     |      |

|  |                            |
|  | Classificado à Fase final. |

### Fase final
|  | Semifinais           | Semifinais         | Semifinais | Semifinais |   |                     | Final | Final | Final | Final |
|  |                      |                    |            |            |   |                     |       |       |       |       |
|  | Juventus de Jaraguá* | 0                  | 2          | 2          |   |                     |       |       |       |       |
|  | Tubarão              | 1                  | 1          | 2          |   |                     |       |       |       |       |
|  | Tubarão              | 1                  | 1          | 2          |   | Juventus de Jaraguá | 0     | 3     | 3     |       |
|  |                      |                    |            |            |   | Juventus de Jaraguá | 0     | 3     | 3     |       |
|  |                      | Guarani de Palhoça | 1          | 0          | 1 |                     |       |       |       |       |
|  | Guarani de Palhoça*  | Guarani de Palhoça | 1          | 0          | 1 | 0                   | 2     | 2     |       |       |
|  | Guarani de Palhoça*  |                    |            |            |   | 0                   | 2     | 2     |       |       |
|  | Imbituba             | 2                  | 0          | 2          |   |                     |       |       |       |       |

Em negrito os times vencedores de cada fase.
*Vencedor do confronto por ter melhor campanha.

## Confrontos
Para ler a tabela, a linha horizontal representa os jogos da equipe como mandante. A coluna vertical indica os jogos da equipe como visitante.
Jogos do Turno estão em vermelho e os jogos do Returno estão em azul.
|               | ATT | BIG | CAX  | CON | GUA | HER | IMB | JUV | POR | XVI |
| ------------- | --- | --- | ---- | --- | --- | --- | --- | --- | --- | --- |
| Tubarão       | —   | 4-3 | 2-0  | 2-2 | 0-0 | 3-0 | 0-1 | 0-5 | 4-1 | 2-0 |
| Biguaçu       | 2-1 | —   | 1-1  | 2-1 | 2-2 | 1-0 | 0-0 | 1-2 | 3-0 | 3-1 |
| Caxias        | 1-1 | 3-2 | —    | 1-1 | 1-2 | 1-1 | 1-1 | 0-4 | 1-1 | 1-2 |
| Concórdia     | 2-2 | 3-0 | 3-0* | —   | 3-1 | 2-1 | 0-0 | 1-0 | 1-2 | 4-3 |
| Guarani       | 0-1 | 3-0 | 2-0  | 0-2 | —   | 1-0 | 4-1 | 2-2 | 1-0 | 1-1 |
| Hercílio Luz  | 2-2 | 0-0 | 3-2  | 1-1 | 0-1 | —   | 0-0 | 2-3 | 3-2 | 1-0 |
| Imbituba      | 2-0 | 4-0 | 0-0  | 1-1 | 1-2 | 1-1 | —   | 2-1 | 1-0 | 2-0 |
| Juventus      | 0-0 | 6-0 | 6-0  | 2-0 | 1-3 | 3-0 | 1-1 | —   | 3-0 | 3-1 |
| Porto         | 1-2 | 3-4 | 2-1  | 0-1 | 0-3 | 1-2 | 1-0 | 0-0 | —   | 2-1 |
| XV de Indaial | 1-1 | 0-0 | 1-0  | 0-0 | 3-2 | 1-2 | 2-0 | 1-1 | 1-0 | —   |

| Vitória do mandante; | Vitória do visitante; | Empate. |

## Classificação geral
| 1 | Juventus         | 35 | 18 | 10 | 5 | 3  | 43 | 14 | +29 | 64,8 |
| 2 | Guarani          | 34 | 18 | 10 | 4 | 4  | 30 | 18 | +12 | 63,0 |
| 3 | Concórdia        | 31 | 18 | 8  | 7 | 3  | 28 | 18 | +10 | 57,4 |
| 4 | Atlético Tubarão | 28 | 18 | 7  | 7 | 4  | 27 | 23 | +4  | 51,8 |
| 5 | Imbituba         | 26 | 18 | 6  | 8 | 4  | 18 | 14 | +4  | 48,1 |
| 6 | Biguaçu          | 23 | 18 | 6  | 5 | 7  | 24 | 34 | -10 | 42,6 |
| 7 | Hercílio Luz     | 21 | 18 | 5  | 6 | 7  | 20 | 25 | -5  | 38,9 |
| 8 | XV de Indaial    | 20 | 18 | 5  | 5 | 8  | 19 | 25 | -6  | 37,0 |
| 9 | Porto            | 14 | 18 | 4  | 2 | 12 | 16 | 32 | -16 | 25,9 |
| 10 | Caxias           | 10 | 18 | 1  | 7 | 10 | 14 | 35 | -21 | 18,5 |
| PG - pontos ganhos; J - jogos; V - vitórias; E - empates; D - derrotas; GP - gols pró; GC - gols contra; SG - saldo de gols; AP - aproveitamento em porcentagem |                  |    |    |    |   |    |    |    |     |      |

|  |                                                                                  |
|  | Campeão da Divisão Especial de 2012 e Classificação à Divisão Principal de 2013. |
|  | Classificação à Divisão Principal de 2013.                                       |
|  | Rebaixado à Divisão de Acesso de 2013.                                           |

## Final
O time de melhor campanha na classificação geral, teve o direito do mando de campo na segunda partida da final, além da vantagem do resultado de empate ao final dos critérios de desempate.

### Ida
| 27 de outubro | Guarani de Palhoça | 1 x 0  | Juventus de Jaraguá | Estádio Renato Silveira                         |
| 16h00         | Renato 78'         | Súmula |                     | Público: 110 Árbitro: Rodrigo D'Alonso Ferreira |

### Volta
| 1 de novembro de 2012 | Juventus de Jaraguá | 0 x 0  | Guarani de Palhoça | Estádio João Marcatto, Jaraguá do Sul |
| 20h30                 |                     | Súmula |                    | Público: 1 076 Árbitro: Célio Amorim  |

### Classificação
| 1 | Guarani  | 4 | 2 | 1 | 1 | 0 | 1 | 0 | +1 |
| 2 | Juventus | 1 | 2 | 0 | 1 | 1 | 0 | 1 | -1 |
| PG - pontos ganhos; J - jogos; V - vitórias; E - empates; D - derrotas; GP - gols pró; GC - gols contra; SG - saldo de gols |          |   |   |   |   |   |   |   |    |

|  | |
|  | Campeão Catarinense da Divisão Especial de 2012 e classificado à Divisão Principal do Campeonato Catarinense de 2013 e à Copa Santa Catarina de 2013. |
|  | Classificado à Divisão Principal do Campeonato Catarinense de 2013 e à Copa Santa Catarina de 2013.                                                   |

| Campeão | Vice-Campeão | Jogo 1 | Jogo 2 |
| ------- | ------------ | ------ | ------ |
| Guarani | Juventus     | 1 x 0  | 0 x 0  |

## Campeão geral
| Campeonato Catarinense de 2012 - Divisão Especial |
| ------------------------------------------------- |
| Guarani 2º Título                                 |

## Principais Artilheiros
Atualizado em 30 de outubro às 16:04 UTC-3
| Gols | Jogador         | Clube               |
| ---- | --------------- | ------------------- |
| 11   | Lourival        | Juventus de Jaraguá |
| 11   | Max             | Juventus de Jaraguá |
| 9    | Allan           | Porto-SC            |
| 7    | Clebinho        | Guarani de Palhoça  |
| 7    | Felipe Ribeiro  | XV de Indaial       |
| 7    | Leandrinho      | Guarani de Palhoça  |
| 7    | Leandro Mineiro | Concórdia           |
| 7    | Selmir          | Tubarão             |
| 6    | Alex Goiano     | Tubarão             |
| 6    | Giba            | Hercílio Luz        |
| 6    | Grafite         | Caxias-SC           |
| 6    | Itauê           | Guarani de Palhoça  |
| 5    | Diego Jardel    | Imbituba            |
| 5    | Giso            | Juventus de Jaraguá |
| 5    | Mazinho         | Imbituba            |
| 5    | Vitor Hugo      | Tubarão             |
| 5    | Willian Feijó   | Imbituba            |
| 4    | Alemão          | Juventus de Jaraguá |
| 4    | João Paulo      | Biguaçu             |
| 4    | Kiko            | Juventus de Jaraguá |
| 4    | Leandro Branco  | Tubarão             |
| 4    | Maicon          | Concórdia           |
| 4    | Romero          | Juventus de Jaraguá |
| 4    | Zé Neto         | Biguaçu             |
| 3    | Alex            | XV de Indaial       |
| 3    | Felipe          | Biguaçu             |
| 3    | Gustavo         | Guarani de Palhoça  |
| 3    | Ildemar         | Guarani de Palhoça  |
| 3    | Jardel          | Juventus de Jaraguá |
| 3    | Jean            | XV de Indaial       |
| 3    | Kavera          | Porto-SC            |
| 3    | Tito            | Guarani de Palhoça  |
| 3    | Uederson        | Hercílio Luz        |
| 3    | Xipote          | Concórdia           |

## Trívias
- O Caxias-SC foi punido pelo Tribunal de Justiça Desportiva de Santa Catarina pela ausência na partida contra o Concórdia, válida pela quinta rodada do turno. Segundo o time de Joinville, o ônibus que levava a delegação caxiense teve seu motor fundido próximo a cidade de Rio do Sul, por volta das 14h daquele dia, impedindo a chegada dos jogadores no Oeste do Estado. Com isso o Caxias foi declarado derrotado pelo placar de 3 a 0 e ainda foi multado em R$ 5.000,00.[2]